# Лардуэт, Манрике
Манрике Лардуэт Бисет (исп. Manrique Larduet Bicet, род. 10 июля 1996 года, Сантьяго-де-Куба, Куба) — кубинский гимнаст, двукратный призёр чемпионата мира 2015 года, победитель и призёр Панамериканских игр, пятикратный чемпион и многократный призёр Игр Центральной Америки и Карибского бассейна.

## Биография
Манрике дебютировал на взрослых международных соревнованиях в 2013 году. Через год на Играх Центральной Америки и Карибского бассейна завоевал медали во всех дисциплинах, кроме упражнений на коне, став двукратным чемпионом и пятикратным призёром Игр.
В 2015 году результаты кубинского гимнаста резко выросли: на Панамериканских играх кубинец стал чемпионом в опорном прыжке, а также выиграл серебряные медали в многоборье и на брусьях и бронзу на перекладине. Несколько месяцев спустя Манрике стал одним из открытий на чемпионате мира 2015. Не допустив грубых ошибок и отлично выступив на всех снарядах, юный кубинский гимнаст выиграл серебряную медаль в многоборье. Через два дня кубинец стал бронзовым призёром в упражнениях на перекладине.